# Mohamed-Khaled Belabbas
Mohamed-Khaled Belabbas, né le 4 juillet 1981 à L'Haÿ-les-Roses, est un athlète franco-algérien, spécialiste des courses de demi-fond.

## Biographie
Vainqueur de quatre titres de champion de France, dont deux du 3 000 m steeple en 2006 et 2007, 
En 2012, il participe aux Jeux olympiques de Londres sous les couleurs de l'Algérie. Il s'incline dès les séries du 3 000 m steeple.

### Palmarès
- Championnats de France d'athlétisme :
  - vainqueur du 3 000 m steeple en 2006 et 2007
- Championnats de France d'athlétisme en salle :
  - vainqueur du 3 000 m en 2006
- Championnats de France de cross-country :
  - vainqueur du cross court en 2007

### Records
| Épreuve         | Performance   | Lieu    | Date            |
| --------------- | ------------- | ------- | --------------- |
| 3 000 m steeple | 8 min 17 s 37 | Athènes | 13 juillet 2008 |